# Бома (утврђење)
Бома је специфично утврђење које се често налази у средњој Африци. Састоји се од неколико кружних палисада, које су додатно заштићене трњем. 
Сама ријеч бома је афричког поријекла, сродна староперсијској и санскритској ријечи бума, која означава насеље или утврђено насеље.